# باسل سميح
باسل سميح زيدان (مواليد 17 يونيو 1981، لاعب كرة قدم قطري من أصل أردني يجيد اللعب في مركز حارس مرمى.
لعب سابقاً مع أندية السد والعربي و الخور والأهلي و الجيش ومسيمير و معيذر وأم صلال و المرخية.

## روابط خارجية
- باسل سميح على موقع قاعدة بيانات كرة القدم.إي يو (الإنجليزية)
- باسل سميح على موقع Soccerway.com (الإنجليزية)